# هرم (معالجة صورة)

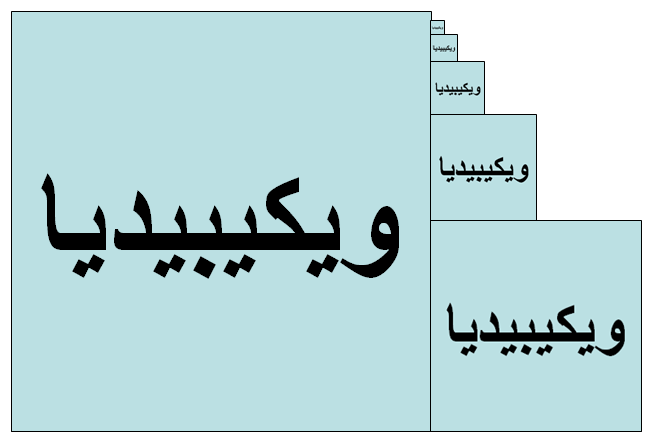
هرم صور مكتوب فيه كلمة ويكيبيديا

هرم الصور هو مجموعة من التمثيلات لصورة ما يستخدم المصطلح على وجه الخصوص في معالجة الصور الرقمية. يأتي اسم الهرم من التماثلية البصرية، حيث أنه في هرم الصور تكون كل طبقة من الهرم عبارة عن صورة طولها وعرضها يساويان نصف طول وعرض الطبقة السابقة لها. بحيث أنه إذا تم ترتيب الصور فوق بعضها البعض يعطي شكلاً هرمياً. في الهرم الغوصي يتم تنعيم filter كل طبقة باستخدام مرشح غوصي Gaussian Filterويتم تقليص حجمها لتعطي الطبقة التالية. من الممكن حساب هذه الصور بسهولة إذا كانت أبعاد الصورة من مرتبة مربع العدد اثنان أو أضعاف مربع العدد اثنان. تكون أصغر صورة في الهرم هي أكثر الصور تنعيماً.

## تطبيقات هرم الصور
هرم الصور يفيد بشكل كبير في عملية اختزال الصور والتقليل من التفاصيل مع المحافظة على المعالم الأساسية للصورة، وهذه العملية مفيدة جداً عند الرغبة في الحصول على تركيبة الصورة مع إلغاء الأجزاء الصغيرة أو التشويش من الصورة.